# Petras Narkevičius
Petras Narkevičius (* am 24. Dezember 1955 in Biržai, Litauische SSR) ist ein litauischer Ingenieur und Politiker,  Mitglied im Seimas, ehemaliger Vizebürgermeister von  Panevėžys.

## Leben
1978 absolvierte Narkevičius das Diplomstudium des Bauingenieurwesens am Kauno politechnikos institutas. Er war Direktor von UAB „Zarasų automobilių keliai“ in Zarasai, Direktor für Entwicklung der AB „Ignalinos statyba“ (Ignalina) und der UAB „Aukštaitijos vandenys“. Von 2007 bis 2012 war er Mitglied im Stadtrat Panevėžys. Von 2011 bis 2012 war er stellvertretender Bürgermeister von  Panevėžys. Seit November 2012 ist er Mitglied im Seimas.
Seit 2004 ist er Mitglied der Darbo partija.

## Quelle
- 2008 m. Lietuvos Respublikos Seimo rinkimai – Darbo partija – Iškelti kandidatai
- Seimas (englisch)

| Personendaten    | Personendaten                                                                                          |
| ---------------- | --- |
| NAME             | Narkevičius, Petras                                                                                    |
| KURZBESCHREIBUNG | litauischer Ingenieur und Politiker, Mitglied im Seimas, stellvertretender Bürgermeister von Panevėžys |
| GEBURTSDATUM     | 24. Dezember 1955                                                                                      |
| GEBURTSORT       | Biržai, Litauische SSR                                                                                 |